# 10e armée (Empire allemand)
Pour les articles homonymes, voir 10e armée.

Drapeau d'état-major d'un haut commandement militaire (1871-1918)

La 10e armée / 10e haut commandement de l'armée (AOK 10) est le nom donné à l'unité majeure de l'armée allemande et à ses autorités de commandement associées pendant la Première Guerre mondiale (1914-1918) Elle comprend plusieurs corps d'armée ou de réserve ainsi que de nombreuses troupes spéciales.

## Histoire
Après la décision prise à l'état-major fin 1914 de rester dans un premier temps défensif à l'ouest et de se concentrer sur le front de l'Est, les troupes y sont renforcées pour les opérations offensives à venir. En Prusse orientale, les formations d'une nouvelle 10e armée se rassemblèrent derrière la 8e armée à partir de fin décembre 1914. Le 10e haut commandement de l'armée prévu est formé le 26 janvier 1915 à Cologne. Le colonel-général Hermann von Eichhorn est nommé commandant en chef. Avant la guerre, il commande en fait le  5e armée, mais est grièvement blessé dans un accident de cheval. L'armée comprend les unités de corps suivantes lors de sa création:
| - 21e corps d'armée - 39e corps de réserve (de) - 38e corps de réserve |

Tout d'abord, la 10e armée joue un rôle déterminant dans la bataille d'hiver en Mazurie en février 1915. Au cours de l'été et de l'automne, il prend des mesures avec succès contre les troupes russes (→ Grande Retraite) et au printemps 1916 est impliqué dans de lourdes batailles défensives lors d'une contre-offensive russe (→ Offensive du lac Narotch). Le 10e haut commandement de l'armée est chargé de deux manières, car en plus de la direction de ses propres unités, il fait également office de haut commandement du groupe d'armées Eichhorn à partir du 30 juillet 1916.
Après la révolution et la guerre civile en Russie en 1917/1918, la fin précoce des combats actifs devient apparente au printemps 1918. La plupart des troupes sont donc relocalisées sur le front ouest. L'armée avec seulement six divisions entre la frontière lituanienne et le nord de l'Ukraine dans ce qui est maintenant la Biélorussie fait office de force d'occupation. Son commandant en chef était depuis le 5 mars 1918 l'ancien ministre de la guerre et chef du grand état-major général, le général d'infanterie Erich von Falkenhayn. Il dirige l'armée jusqu'à sa dissolution en février 1919.
Le quartier général du haut commandement de l'armée est initialement à Margrabova (du 6 mars au 8 août 1915), puis à Vilnius (du 29 septembre 1915 au 12 juin 1918) et enfin à Minsk. C'est de là qu'il entame sa marche de retour après la fin de la guerre, le 6 décembre 1918.